# Adenodictyna kudoae
Genre
Espèce
Adenodictyna kudoae, unique représentant du genre Adenodictyna, est une espèce d'araignées aranéomorphes de la famille des Dictynidae.

## Distribution
Cette espèce est endémique de l'archipel Nansei au Japon. Elle se rencontre sur Amami-Ōshima.

## Description
Le mâle holotype mesure 2,70 mm.

## Étymologie
Ce genre et cette espèce sont nommés en l'honneur de Yasue Kudo.

## Publication originale
- Ono, 2008 : Five new spiders of the families Dictynidae, Cybaeidae, Coelotidae and Ctenidae (Arachnida, Araneae) from Japan. Bulletin of the National Museum of Nature and Science. Series A, Zoology, vol. 34, no 3, p. 157-171 (texte intégral).